# Le New York des Pintades
Le New York des Pintades est le premier carnet d'adresses sur New York écrit par deux journalistes françaises, Layla Demay et Laure Watrin.

## Chapitres
- Introduction[1]
- Carte : Le New York des Pintades[1]
- Le nid[1]
- La becquée[1]
- Les virées[1]
- La poule peinte[1]
- Pintades musclées[1]
- Le plumage[1]
- Les autres bons plans de la pintade[1]
- L'index[1]

## Ce titre dans d'autres formats et éditions
- 1 titre publié aux Éditions Jacob-Duvernet :
  - Layla Demay et Laure Watrin (ill. Sophie Bouxom), Le New York des Pintades : Guide des bonnes adresses de New York pour pintades voyageuses, Paris, Jacob-Duvernet, coll. « Guides des Pintades à... », 12 septembre 2001, 1re éd., 157 p., 11,5 cm × 15 cm × 1,1 cm, couverture couleur, broché (ISBN 2-84724-003-9 et 978-2-84724-003-0, lire en ligne)
  - Layla Demay et Laure Watrin (ill. Sophie Bouxom), Le New York des Pintades : Guide des bonnes adresses de New York pour pintades voyageuses Édition 2008-2009, Paris, Jacob-Duvernet, coll. « Guides des Pintades à... », 25 février 2008, 2e éd., 159 p., 11,5 cm × 21 cm × 1,5 cm, couverture couleur, broché (ISBN 978-2-84724-179-2 et 2-84724-179-5, lire en ligne)